# Adam Lambert (Snowboarder)
Adam Lambert (* 5. Oktober 1997 in Jindabyne, New South Wales) ist ein australischer Snowboarder. Er startet in der Disziplin Snowboardcross.

## Werdegang
Lambert nahm von 2013 bis 2016 vorwiegend am Nor-Am Cup teil. Seine beste Platzierung erreichte er dabei im März 2016 mit dem vierten Platz in Sugarloaf. Bei den Snowboard-Juniorenweltmeisterschaften 2015 in Yabuli belegte er den 15. und im folgenden Jahr bei den Snowboard-Juniorenweltmeisterschaften in Rogla den fünften Platz. In der Saison 2016/17 gewann er mit drei Siegen die Europacup-Gesamtwertung. Sein Debüt im Snowboard-Weltcup hatte er im Februar 2017 in Feldberg, welches er auf dem 52. Platz beendete. Am folgenden Tag wurde er dort Siebter und beim Weltcup Anfang März 2017 in La Molina Sechster. Mitte Februar 2017 errang er bei den Snowboard-Juniorenweltmeisterschaften in Klinovec errang er den 19. Platz. Bei den Snowboard-Weltmeisterschaften 2017 in Sierra Nevada kam er auf den sechsten Platz im Einzel und zusammen mit Alex Pullin auf den neunten Platz im Teamwettbewerb. In der Saison 2017/18 erreichte er mit drei Top-Zehn-Platzierungen, darunter Platz zwei in Val Thorens den neunten Platz im Snowboardcross-Weltcup. Bei den Olympischen Winterspielen 2018 in Pyeongchang belegte er den 29. Platz im Snowboardcross. In der folgenden Saison kam er mit dem zweiten Platz in Baqueira-Beret, auf den 15. Platz im Snowboardcross-Weltcup.  Bei den Snowboard-Weltmeisterschaften 2019 in Park City errang er den 11. Platz und bei den Snowboard-Weltmeisterschaften 2021 in Idre den 26. Platz. Bei den Olympischen Winterspielen im Februar 2022 in Peking belegte er den 22. Platz im Einzel und den 13. Rang im Teamwettbewerb.

## Teilnahmen an Weltmeisterschaften und Olympischen Winterspielen

### Olympische Winterspiele
- 2018 Pyeongchang: 29. Platz Snowboardcross
- 2022 Peking: 13. Platz Snowboardcross Team, 22. Platz Snowboardcross

### Snowboard-Weltmeisterschaften
- 2017 Sierra Nevada: 6. Platz Snowboardcross, 9. Platz Snowboardcross Team
- 2019 Park City: 11. Platz Snowboardcross
- 2021 Idre: 26. Platz Snowboardcross
- 2023 Bakuriani: 8. Platz Snowboardcross
- 2025 Engadin: 6. Platz Snowboardcross Team, 12. Platz Snowboardcross

## Snowboardcross-Weltcup-Gesamtplatzierungen
| Saison  | Platz | Punkte |
| ------- | ----- | ------ |
| 2016/17 | 22.   | 819,9  |
| 2017/18 | 9.    | 2792,2 |
| 2018/19 | 15.   | 1081,6 |
| 2019/20 | 43.   | 120    |
| 2020/21 | 15.   | 112    |
| 2021/22 | 11.   | 161    |
| 2022/23 | 11.   | 208    |
| 2023/24 | 12.   | 287    |
| 2024/25 | 6.    | 311    |